# Universidade do Estado da Califórnia em Northridge
Estado da Califórnia em Northridge é uma universidade pública em Northridge, um bairro na área de San Fernando Valley, de Los Angeles, Califórnia, Estados Unidos. É o maior campus do sistema de 24 campos da California State University (CSU). Foi fundada como o primeiro campus satélite da Vale do Cal State Los Angeles (CSULA). Tornou-se então uma faculdade independente em 1958, com o nome de San Fernando Valley State College, e planejamento principal sendo a construção de um campus principal. A Universidade adotou seu nome atual de Estado da Califórnia em Northridge em 1972.
A universidade oferece uma variedade de programas conducentes a grau de bacharel em 61 campos, mestrados em 42 campos, Ed.D. vários graus e um grau DPT. A universidade tem mais de 200 mil alunos. É também a casa de um programa de verão de teatro musical conhecido como TADW (Workshop de Teatro para Adolescentes), que leva os adolescentes através de um treinamento de seis semanas intensivo das artes plásticas. A universidade é o lar do Centro Nacional de Surdez, e a cada ano a universidade acolhe a Conferência Internacional sobre Tecnologia e Pessoas com Deficiência.